# Alicia González
Alicia González Blanco (Viella, Asturias, 27 de mayo de 1995) es una ciclista profesional española de ciclocrós y ciclismo en ruta.
Es la hermana menor de la también ciclista Lucía González.

## Trayectoria
Comenzó destacando en el ciclocrós y en categoría juvenil comenzó a destacar también en el ciclismo en ruta -campeona de la Copa de España juvenil 2013-, eso le llevó a fichar por el equipo profesional del Lointek en 2014.
En 2017 se proclamó campeona de España de ciclocrós en Valencia. Sin embargo, nunca ha sido seleccionada para el Mundial Ciclocrós, al no haber prueba femenina sub-23 y luego -en 2017, tras ganar el campeonato nacional- tras su fichaje por el Movistar Team que reestructuró su planificación de la temporada.
Tras un buen primer año como profesional con solo 19 años -6.ª en el Campeonato de España en Ruta y 11.ª en el Campeonato Europeo en Ruta- en 2015 logró obtener puntos en una prueba de la Copa del Mundo al ser 16.ª en el Sparkassen Giro y además fue 3.ª en el Campeonato de España de Ciclismo en Ruta. El resultado en la prueba de la Copa del mundo fue el mejor obtenido por una ciclista española desde que Eneritz Iturriaga fuese 9.ª en el Gran Premio de Plouay 2006.
En octubre de 2023, tras 6 temporadas en Movistar Team, anunció que no continuaría en el equipo.Se anunció su fichaje por el Lifeplus–Wahoo para la temporada 2024. Sin embargo, el equipo anunció a mediados de agosto de 2024 que desaparecería a finales de temporada por motivos varios.
En septiembre de 2024 se anunció que volvía al Nesta MMR cx team para afrontar la temporada de ciclocrós 2024-2025.
El 10 de octubre de 2024 se anunció su fichaje por el equipo francés Saint Michel-PREFERENCE HOME-Auber93 para la temporada 2025.

## Palmarés

### Ruta
2015
- 3.ª en el Campeonato de España en Ruta

2018
- 3.ª en el Campeonato de España Contrarreloj

### Ciclocrós
2016
- 3.ª en el Campeonato de España de Ciclocrós

2017
- Campeonato de España de Ciclocrós

## Resultados en Grandes Vueltas y Campeonatos del Mundo
Durante su carrera deportiva ha conseguido los siguientes puestos en las Grandes Vueltas femeninas y en los Campeonatos del Mundo en carretera.
| Carrera         | Carrera         | 2014 | 2015 | 2016 | 2017 | 2018 | 2019 | 2020 | 2021 | 2022 | 2023 | 2024 | 2025  |
| --------------- | --------------- | ---- | ---- | ---- | ---- | ---- | ---- | ---- | ---- | ---- | ---- | ---- | ----- |
|                 | Giro de Italia  | —    | —    | 64.ª | —    | —    | —    | —    | —    | —    | —    | —    | —     |
|                 | Tour de l'Aude  | X    | X    | X    | X    | X    | X    | X    | X    | X    | X    | X    | X     |
|                 | Tour de Francia | X    | X    | X    | X    | X    | X    | X    | X    | —    | —    | —    | 117.ª |
|                 | Vuelta a España | X    | —    | 37.ª | 14.ª | 75.ª | —    | 50.ª | —    | —    | —    | —    | —     |
| Mundial en Ruta | Mundial en Ruta | —    | —    | 65.ª | Ab.  | Ab.  | Ab.  | 97.ª | —    | —    | —    | —    |       |

X: ediciones no celebradas

—: no participa

Ab.: abandono

La Vuelta a España Femenina conocida como Challenge by La Vuelta de 2015 a 2022.

## Equipos
- Lointek (2014-2017)
  - Lointek (2014-2014)
  - Lointek Team (2015)
  - Lointek (2016-2017)
- Movistar Team (2018-2023)
- Lifeplus-Wahoo (2024)
- Saint Michel-PREFERENCE HOME-Auber93 (2025)